# حاجز إشعاع

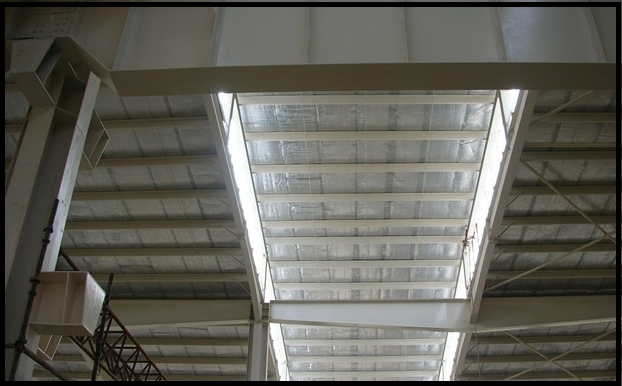
حاجز إشعاع

حاجز الإشعاع (الحراري) أو عاكس الإشعاع الحراري نوع من مواد البناء يعكس الإشعاع الحراري ويقلل انتقال الحرارة. وبما أن الطاقة الحرارية تنتقل أيضًا بالحمل والتوصيل، بالإضافة إلى الإشعاع؛ تزود حواجز الإشعاع عادةً بأنظمة عزل حراري تبطئ انتقال الحرارة بالحمل أو التوصيل.
يعكس حاجز الإشعاع الأشعة الحرارية (الحرارة المشعة)، مانعًا انتقال الحرارة من إحدى جهتي الحاجز إلى الجهة الأخرى عن طريق سطح عاكس قليل الانبعاثية (البث الحراري). يكون هذا السطح عادةً رقيقًا جدًّا ومشابهًا للمرايا كورق الألمنيوم، في تطبيقات البناء. قد يكون هذا الورق مطليًّا لمقاومة العناصر أو لمقاومة الحت والاهتراء. يمكن أن يكون حاجز الإشعاع ذا وجهٍ واحد أو وجهين. قد يرتبط حاجز الإشعاع الحراري ذو الوجه الواحد مع مواد عازلة، كالبولي إيزوسيانات أو الرغوة الصلبة أو العازل ذي الفقاعات أو ألواح نشارة الخشب الملصقة (أو إس بي). يمكن لصق شريط عاكس على قطع من عاكس إشعاع حراري لتحويله إلى حاجز بخار أيضًا أو، على العكس من ذلك، يمكن تثقيب (تخريم) حاجز الإشعاع ليصبح نفوذًا للبخار.

## الانعكاسية والانبعاثية
تصدر كل المواد، أو تبعث (تبث)، طاقة عن طريق الإشعاع الحراري كنتيجة لدرجة حرارتها. تعتمد كمية الحرارة المشَعة على درجة حرارة السطح وعلى خاصية تدعى الانبعاثية (تسمى أيضًا «بث» أو «انبعاث»). يعبر عن الانبعاثية بمعامل الانبعاث وهو رقم يأخذ قيمًا بين الصفر (0) والواحد (1) عند طول موجي ما معطى. كلما زادت الانبعاثية، زاد معها الإشعاع المنبعث عند طول الموجة ذاك. يترافق مع الانبعاثية خاصية أخرى للمواد تدعى الانعكاسية (تسمى أيضًا «انعكاس»). تقيس هذه الأخيرة كمية الطاقة المنعكسة عن مادة عند طول موجي ما معطى. يعبر عن الانعكاسية أيضًا بمعامل الانعكاس الذي يأخذ قيمًا بين الصفر 0 والواحد 1 (أو نسبة مئوية بين الصفر 0 والمئة 100).
يجب على المواد المستخدمة في حاجز الإشعاع أن تكون معاملات انبعاثها منخفضة (عادةً 0.1 أو أقل) عند أطوال الموجات التي ينبغي عليها أن تعمل عندها. تكون أطوال الموجات لمواد البناء التقليدية في المجالات المتوسطة والعالية من طيف الأشعة تحت الحمراء، بحدود 3-15 ميكرومترًا.
قد تكون أو لا تكون مواد حاجز الإشعاع مرتفعة الانعكاسية للأشعة المرئية فانعكاسية المادة عند طول موجة معين لا تتعلق بانعكاسيتها عند طول موجة آخر، بمعنى أنه من الممكن الحصول على حواجز إشعاع حراري سوداء (تعكس الأشعة الحرارية وتمتص الأشعة المرئية)
على حواجز الإشعاع لتعمل بأداء جيد أن توضع مقابل مساحات مفتوحة (مثلًا هواء أو خلاء)، أي أوساط كان نفوذة للإشعاع.

## لمحة تاريخية
في عام 1860، أجرى العالم الفرنسي جان كلود يوجين بيكليه تجارب على خاصية العزل للمعادن ذات الانبعاثية المرتفعة والمنخفضة موضوعة مقابل مساحات هوائية. جرب بيكليه أنواعًا عديدة من المعادن تتراوح من القصدير إلى حديد الصب (الذي يدعى حديد الزهر أو الفونط)، واستنتج أن اللون والعاكسية المرئية لم يكونا مهمين في تحديد عوامل أداء المواد. حسب بيكليه انخفاض الطاقة (بوحدات الحرارة البريطانية) للسطوح عالية الانبعاثية ومنخفضة الانبعاثية المقابلة لعدة أنواع من المساحات الهوائية، مكتشفًا فوائد وجود حاجز إشعاع في تقليل انتقال الحرارة.
في عام 1925، تقدم رجلا الأعمال الألمانيان شميدت ودوكرهوف لنيل براءات اختراع في مجال السطوح العاكسة المستخدمة كأدوات عزل للأبنية؛ لأن تطورات حديثة في التكنولوجيا سمحت بجعل ورق الألمنيوم قليل الانبعاثية قابلًا للاستثمار التجاري. أصبح هذا منصة إطلاق حواجز الإشعاع والعواكس العازلة حول العالم، وخلال الخمس عشرة سنة التالية، ركبت ملايين الأمتار المربعة من حواجز الإشعاع في الولايات المتحدة لوحدها. خلال ثلاثين سنة، بدأت حواجز الإشعاع بصنع مكانة لها، واستُخدمت في مشاريع لمعهد ماسشوستس للتكنولوجيا (إم آي تي) وجامعة برينستون ومكان إقامة فرانك سيناترا في بالم سبرينغز، بولاية كاليفورنيا الأمريكية.

## التطبيقات

### استكشاف الفضاء
ساهمت ناسا في تطوير رقائق ألمنيوم تعكس 95% من الإشعاع الحراري لصالح برنامج أبولو. استُخدمت غشاوة معدنية لحماية المركبة الفضائية والمعدات ورواد الفضاء من الإشعاع الحراري أو لحفظ الحرارة في ظل ظروف تراوح درجات الحرارة الشديد في الفضاء. طلي الألمنيوم على شكل غشاء رقيق بطريقة الطلاء التخلخلي واستُخدم في قاعدة مركبات هبوط أبولو. استُخدم أيضًا في عدة مشاريع أخرى لناسا كتيليسكوب جيمس ويب الفضائي وسكاي لاب. في الخلاء المتشكل في الفضاء الخارجي، حيث يمكن أن تتراوح درجات الحرارة من -240 إلى -120 درجة مئوية (-400 إلى -250 درجة فهرنهايت) تنتقل الحرارة بالإشعاع فقط، لذا يكون حاجز الإشعاع أكثر فعالية بكثير منه على الأرض، حيق يمكن أن يشكل انتقال الحرارة بالحمل والتوصيل 5% إلى 45% من إجمالي انتقال الحرارة، حتى عند وضع حاجز إشعاع فعال. حاجز الإشعاع هو تكنولوجيا فضاء مرخصة لصالح مؤسسة الفضاء (علامة تجارية). وضعت تقنية حواجز الإشعاع في قاعة شرف تكنولوجيا الفضاء في عام 1996.

### النسُج
منذ سبعينيات القرن العشرين، توافرت صفائح البوليستر المطلية بالمعدن التي تدعى بطانيات الفضاء بشكل تجاري كوسيلة لمنع انخفاض حرارة الجسم وإصابات أخرى تحدث في الطقس البارد. بسبب طول عمرها التصميمي وخفة وزنها؛ شاعت هذه البطانيات في استخدامات الإسعاف الأولي ولوازم النجاة. يمكن مشاهدة جموع من الناس يتغطون بأغشية عاكسة مطلية بالمعدن بعد الركض في ماراثون، خاصة في درجات الحرارة المنخفضة أكثر من المعتاد، كما يحدث في ماراثون مدينة نيويورك السنوي الذي يقام في الخريف.

### معالجة النوافذ
يمكن طلاء زجاج النوافذ لتحقيق انبعاثية منخفضة. بعض النوافذ تستخدم أغشية البوليستر الصفائحية تعالج فيها طبقة واحدة على الأقل لتصبح معدنية من خلال عملية تعرف باسم الرش المهبطي. يحدث الرش المهبطي عندما يبخر معدن، غالبًا الألمنيوم، ويمرر غشاء البوليستر عبره. يمكن تعديل هذه العملية للتحكم بكمية المعدن الذي سيغلف في النهاية سطح الغشاء.
توضع هذه الأغشية المطلية بالمعدن على سطح أو أكثر من الزجاج لمقاومة انتقال الحرارة بالإشعاع، مع كون هذه الأغشية رقيقة إلى حد يسمح بنفاذ الضوء المرئي. بما أن هذا الطلاء الرقيق هش ويمكن أن يتعرض للضرر عند تعريضه للهواء والرطوبة؛ تستخدم الشركات الصانعة عادةً نوافذ متعددة الألواح الزجاجية. في حين أن الشائع تغليف الزجاج أثناء التصنيع، بعض الأغشية يمكن وضعها من قبل أصحاب المنازل بأنفسهم. يفترض أن تدوم الأغشية التي يضعها أصحاب المنازل 10-15 سنةً.

## البناء

### الأسطح والعليّات
عندما تصطدم طاقة الشمس الإشعاعية بسطح ما، مسخنةً مادة بناء السطح (ألواح السقيفة أو القرميد أو صفائح الأسطح الساترة) وسواتر السطح عن طريق التوصيل، تؤدي إلى إشعاع وجه السطح السفلي للحرارة باتجاه الأسفل عبر الفراغ تحت السطح (العلية أو تجويف السقف) إلى أرضية العلية أو السطح العلوي للسقف الداخلي. عند وضع حاجز إشعاع بين مادة السطح والمادة العازلة في أرضية العلية، يعكَس قسم كبير من الحرارة المشَعة باتجاه السطح، ويضمن انخفاض انبعاثية الجزء السفلي من حاجز الإشعاع انخفاض الحرارة الإشعاعية المنبعثة باتجاه الأسفل. يجعل هذا السطح العلوي للعزل أبرد مما يكون عليه عند عدم وجود حاجز إشعاع وبالتالي يقلل كمية الحرارة المتحركة عبر العزل باتجاه الغرف في الأسفل.
يختلف هذا عن إستراتيجية السطح البارد التي تعكس الطاقة الشمسية قبل تسخينها للسطح، لكن كلتاهما طريقتان لتخفيض الحرارة الإشعاعية. وفقًا لدراسة أجراها مركز الطاقة الشمسية في فلوريدا، ففي حين يتفوق أداء القرميد أو السطح المعدني البارد على الأسطح ذات ألواح السقيفة التقليدية السوداء ذات حاجز الإشعاع في العلية، فإن الأخير تفوق على سطح القرميد الأحمر في الأداء.
يجب ألا يوضع حاجز الإشعاع (بجزئه اللماع إلى الأسفل) مباشرةً فوق غطاء السقف عند تركيب حواجز الإشعاع تحت سقف معدني أو قرميدي؛ لأن زيادة مساحة التلامس تقلل خصائص السطح المعدني كسطح قليل الانبعاث الحراري. يمكن استخدام العوارض العمودية فوق أغطية السطح المذكورة، ثم يمكن وضع طبقة من خشب النشارة الملصقة (أو إس بي) مع حاجز إشعاع فوق العوارض. تسمح العوارض بتوفير مساحة أكبر للهواء (فراغ داخلي) من الأبنية بدون عوارض. إذا لم تتواجد مساحات هواء أو كانت ضئيلةً جدًّا، ستنتقل الحرارة بالتوصيل من حاجز الإشعاع، إلى البنية التحتية، منتجةً هطل أشعة تحت حمراء غير مرغوب به على المناطق السفلية.